# Brandon Marshall
Brandon Tyrone Marshall (nacido el 23 de marzo de 1984 en Pittsburgh, Pennsylvania) es un exjugador de fútbol americano que jugó en la posición de receptor abierto en la National Football League (NFL). Es también conocido como "The Beast" (en español: La Bestia). Fue elegido por los Denver Broncos en el Draft de la NFL de 2006 en el puesto 119 (cuarta ronda), a donde llegaba como jugador de la Universidad de Central Florida.
Marshall es conocido por su habilidad de romper y evitar placajes. Lideró la NFL en yardas después de recepción en la temporada 2007. Acerca de esta faceta de Marshall, el cornerback de los Kansas City Chiefs Brandon Flowers dijo que "Brandon Marshall es un defensive lineman que juega de wide receiver. Quiere hacerte daño. Quiere que le intentes placar para que él pueda apartarte y conseguir más yardas".
En 2008 fue elegido como el primer wide receiver en voto popular para representar a la AFC en el Pro Bowl.

## Infancia
Marshall nació en Pittsburgh, Pennsylvania Más tarde vivió en el estado de Georgia para finalmente trasladarse a Florida, donde jugó para el instituto de Lake Howell. Marshall formó parte del equipo tanto en ataque como en defensa, consiguiendo honores de All-State y siendo nombrado como Jugador Polivalente del Año en el Condado de Seminole. Brandon Marshall también alcanzó un alto grado de rendimiento y participación en otros deportes, como en baloncesto y atletismo. En su último año, Marshall ganó el campeonato 3A del estado en triple salto con una marca de 15,072 metros.

## Carrera

### Universidad
Marshall jugó un total de 44 partidos (21 como titular) como wide receiver de UCF, acumulando 112 recepciones, 1,674 yardas de recepción y 13 touchdowns. Su mejor temporada fue la última, en 2005. Jugó 13 partidos y consiguió su marca personal de recepciones (74), yardas (1.195) y touchdowns (11) en una sola temporada. Su mejor partido universitario fue en la Hawaii Bowl de 2005, encuentro en el que recepcionó 11 pases para 210 yardas y 3 touchdowns. Fue nombrado MVP del partido. Gracias a su rendimiento en 2005, Marshall fue elegido en el segundo equipo ideal de la Conference USA.
Marshall también fue titular como safety del equipo durante 7 partidos en la temporada 2004 debido a las lesiones en la secundaria de UCF. Su primera titularidad fue el 4 de octubre de 2004, contra Buffalo. Consiguió 4 placajes, incluyendo medio sack. Marshall lideró al equipo entero en placajes (51) durante 2004. Además de eso, consiguió 1 intercepción y forzó un fumble.

### NFL

#### Denver Broncos
Los Denver Broncos eligieron a Brandon Marshall en el puesto número 119 del Draft de 2006. Antes del comienzo de la temporada regular, Marshall sufrió una pequeña lesión en su ligamento posterior cruzado en un partido de pretemporada frente a los Detroit Lions. Aunque la lesión le alejó de los terrenos de juego dos semanas, pudo volver para disputar 15 partidos de temporada regular, uno de ellos como titular. Sumó un total de 20 recepciones, 309 yardas de recepción y dos touchdowns en su año como novato. Consiguió recibir por lo menos un pase en los últimos siete partidos de la temporada, sumando 18 recepciones, 287 yardas y un touchdown en ese tiempo. La única anotación llegó en un Sunday Night retransmitido por la NBC en un partido en casa frente a los Seattle Seahawks el 3 de diciembre de 2006. En dicho encuentro, el quarterback de los Broncos Jay Cutler (quien debutaba como profesional esa noche) lanzó un pase a Marshall por el lado derecho del campo. Brandon rompió y se escapó de tres placajes y consiguió anotar el que fuese el touchdown más largo en su carrera, 71 yardas. Dicho pase se convirtió, asimismo, en el segundo pase más largo de rookie a rookie en la historia de los Broncos.

#### Miami Dolphins
El 14 de abril de 2010, los Denver Broncos traspasaron a Marshall a los Miami Dolphins a cambio de una selección de segunda ronda del Draft de la NFL de 2010 y una del 2011. Ese mismo día, firmó un contrato de $47.5 millones de dólares por cuatro años.

#### Chicago Bears
El 13 de marzo de 2012, Marshall fue transferido a los Chicago Bears a cambio de una selección de tercera ronda del Draft de la NFL de 2012 y una del 2013, reuniéndose con su excompañero Jay Cutler. Ese año Marshall tuvo una de las mejores temporadas de su carrera, finalizando con marcas personales de 118 recepciones para 1,508 yardas, además de 11 touchdowns, por lo consiguió ser nombrado al primer equipo All-Pro por primera y única vez en su carrera.

#### New York Jets
Enmarzo de 2015, los Bears canjearon a Marshall y una selección de séptima ronda en el Draft de la NFL de 2015 a los New York Jets a cambio de su selección de quinta ronda (Adrian Amos).

#### New York Giants
En marzo de 2017, Marshall firmó un contrato por dos años y $12 millones con los New York Giants. Sin embargo, en la Semana 5 ante Los Angeles Chargers sufrió una lesión que lo dejó fuera por el resto de la temporada, finalizando con solo 18 recepciones para 154 yardas y ningún touchdown.

#### Seattle Seahawks
El 29 de mayo de 2018, Marshall firmó un contrato por un año y $1.1 millones con los Seattle Seahawks. Luego de siete juegos con el equipo, donde registró 11 recepciones, 136 yardas y un touchdown, fue liberado.

#### New Orleans Saints
El 12 de noviembre de 2018, Marshall fue firmado por los New Orleans Saints. Sin embargo, fue liberado sin haber participado en ningún encuentro.

## Estadísticas generales
|  | Seleccionado al Pro Bowl |

| Año   | Equipo | Juegos | Juegos | Recepciones | Recepciones | Recepciones | Recepciones | Recepciones | Recepciones | Acarreos | Acarreos | Acarreos | Acarreos | Acarreos | Acarreos | Balones sueltos |
| Año   | Equipo | GP     | GS     | Rec         | Yds         | Avg         | Long        | TD          | 1D          | Att      | Yds      | Avg      | Long     | TD       | 1D       | Balones sueltos |
| ----- | ------ | ------ | ------ | ----------- | ----------- | ----------- | ----------- | ----------- | ----------- | -------- | -------- | -------- | -------- | -------- | -------- | --------------- |
| 2006  | DEN    | 15     | 1      | 20          | 309         | 15.5        | 71          | 2           | 13          | 2        | 12       | 6.0      | 6        | 0        | 1        | 1               |
| 2007  | DEN    | 16     | 16     | 102         | 1,325       | 13.0        | 68          | 7           | 71          | 5        | 57       | 11.4     | 24       | 0        | 4        | 3               |
| 2008  | DEN    | 15     | 15     | 104         | 1,265       | 12.2        | 47          | 6           | 67          | 2        | -4       | -2.0     | 7        | 0        | 0        | 4               |
| 2009  | DEN    | 15     | 15     | 101         | 1,120       | 11.1        | 75          | 10          | 55          | 7        | 39       | 5.6      | 14       | 0        | 1        | 0               |
| 2010  | MIA    | 14     | 14     | 86          | 1,014       | 11.8        | 46          | 3           | 56          | 2        | 3        | 1.5      | 4        | 0        | 0        | 2               |
| 2011  | MIA    | 16     | 16     | 81          | 1,214       | 15.0        | 65          | 6           | 53          | 1        | 13       | 13.0     | 13       | 0        | 1        | 1               |
| 2012  | CHI    | 16     | 16     | 118         | 1,508       | 12.8        | 56          | 11          | 74          | 1        | -2       | -2.0     | -2       | 0        | 0        | 2               |
| 2013  | CHI    | 16     | 16     | 100         | 1,295       | 13.0        | 44          | 12          | 70          | --       | --       | --       | --       | --       | --       | 0               |
| 2014  | CHI    | 13     | 13     | 61          | 721         | 11.8        | 47          | 8           | 41          | --       | --       | --       | --       | --       | --       | 1               |
| 2015  | NYJ    | 16     | 16     | 109         | 1,502       | 13.8        | 69          | 14          | 76          | --       | --       | --       | --       | --       | --       | 3               |
| 2016  | NYJ    | 15     | 15     | 59          | 788         | 13.4        | 41          | 3           | 45          | --       | --       | --       | --       | --       | --       | 0               |
| 2017  | NYG    | 5      | 5      | 18          | 154         | 8.6         | 18          | 0           | 12          | --       | --       | --       | --       | --       | --       | 0               |
| 2018  | SEA    | 7      | 2      | 11          | 136         | 12.4        | 27          | 1           | 7           | --       | --       | --       | --       | --       | --       | 0               |
| Total | Total  | 179    | 158    | 970         | 12,351      | 12.7        | 75          | 83          | 640         | 20       | 118      | 5.9      | 24       | 0        | 7        | 17              |

Fuente: Pro-Football-Reference.com

## Vida personal
Marshall disfruta remodelando coches clásicos. Es miembro de la hermandad Kappa Alpha Psi y realiza labores de caridad con ella. Asimismo, está involucrado en un proyecto de reconstrucción del Larimer Park en Pittsburgh, Pennsylvania.

### Problemas legales
Según los registros públicos del Condado de Orange, Florida (caso 48-2004-MM-012392-O), en Halloween de 2004, cuando Marshall aún era estudiante de UCF, fue arrestado en Orlando con los cargos de asalto a oficial de policía, desobediencia, conducta peligrosa y resistencia a la autoridad.